# Карлова Гора
Ка́рлова Гора́ — деревня Калабинского сельсовета Задонского района Липецкой области.

## Население
| 2010 |
| ---- |
| 55   |